# Südafrikanische Badmintonmeisterschaft 1976
Die Südafrikanische Badmintonmeisterschaft 1976 fand mit internationaler Beteiligung vom 6. bis zum 11. September 1976 in Kapstadt statt. Es war die 26. Austragung der nationalen Titelkämpfe im Badminton in Südafrika.

## Sieger und Platzierte
| Disziplin    | Gold                           | Silber                                | Bronze                        |
| ------------ | ------------------------------ | ------------------------------------- | ----------------------------- |
| Herreneinzel | Ray Stevens                    | Mike Tredgett                         | David Eddy                    |
| Herreneinzel | Ray Stevens                    | Mike Tredgett                         | Rob Ridder                    |
| Dameneinzel  | Margaret Lockwood              | Deirdre Tyghe                         | Barbara Lord                  |
| Dameneinzel  | Margaret Lockwood              | Deirdre Tyghe                         | Gussie Botes                  |
| Herrendoppel | Mike Tredgett Ray Stevens      | David Eddy Rob Ridder                 | Clemens Wortel C. Smith       |
| Herrendoppel | Mike Tredgett Ray Stevens      | David Eddy Rob Ridder                 | John Abrahams Gordon McMillan |
| Damendoppel  | Nora Gardner Margaret Lockwood | Gussie Botes Marianne van der Walt    | Deirdre Tyghe Barbara Lord    |
| Damendoppel  | Nora Gardner Margaret Lockwood | Gussie Botes Marianne van der Walt    | Gaylene Thatcher P. Stansell  |
| Mixed        | Mike Tredgett Nora Gardner     | Gordon McMillan Marianne van der Walt | John Abrahams K. Hide         |
| Mixed        | Mike Tredgett Nora Gardner     | Gordon McMillan Marianne van der Walt | Alan Phillips Gussie Botes    |

## Finalresultate
| Disziplin    | Sieger                         | Finalist                              | Ergebnis     |
| ------------ | ------------------------------ | ------------------------------------- | ------------ |
| Herreneinzel | Ray Stevens                    | Mike Tredgett                         | 15–9, 15–5   |
| Dameneinzel  | Margaret Lockwood              | Deirdre Tyghe                         | 12–10, 11–0  |
| Herrendoppel | Mike Tredgett Ray Stevens      | David Eddy Rob Ridder                 | 15–13, 15–9  |
| Damendoppel  | Nora Gardner Margaret Lockwood | Gussie Botes Marianne van der Walt    | 15–11, 17–14 |
| Mixed        | Mike Tredgett Nora Gardner     | Gordon McMillan Marianne van der Walt | 15–1, 15–6   |